# Spekeröd
Spekeröd – miejscowość (tätort) w Szwecji, w regionie administracyjnym (län) Västra Götaland, w gminie Stenungsund.
Według danych Szwedzkiego Urzędu Statystycznego liczba ludności wyniosła: 211 (31 grudnia 2015), 224 (31 grudnia 2018) i 215 (31 grudnia 2019).